# Mycalesis zia
Mycalesis zia är en fjärilsart som beskrevs av Butler 1869. Mycalesis zia ingår i släktet Mycalesis och familjen praktfjärilar. Inga underarter finns listade i Catalogue of Life.